# Garly Sojo
Garly Enrique Sojo Tilvez  (Caricuao, Caracas, 23 de septiembre de 1999-Caracas, 22 de diciembre de 2023) fue un jugador de baloncesto venezolano. Con 1,96 metros de estatura, jugaba en la posición de alero. Representó a su país a nivel internacional.

## Trayectoria
Natural de Caricuao, Caracas, comenzaría a jugar al baloncesto en su niñez.
En la temporada 2019-20, formaría parte de los Cocodrilos de Caracas con los que debutaría en la Superliga de Baloncesto de Venezuela.
La temporada siguiente, lo haría en los Broncos de Caracas de la Superliga de Baloncesto de Venezuela, con el que terminó primero en rebotes totales de la SLB al bajar de los tableros 208 balones y promedió 8.7 rebotes por encuentro en los 26 que disputó en la segunda edición del nuevo torneo venezolano.  
El 14 de octubre de 2021, firma por los Capitanes de Ciudad de México para disputar la NBA G League.
El 28 de febrero de 2022 se anuncia su firma por la Asociación Atlética Quimsa de la LNB de Argentina. El 14 de abril se da a conocer que no sigue con el Quimsa a falta de 2 jornadas de la temporada regular de la Liga Nacional de Básquet, culminando su participación jugando 7 encuentros y promediando 3.5 puntos por partido en 13.5 minutos por juego.
A principios de junio de 2022 firma por los Broncos de Caracas de la SPB de Venezuela donde logra el MVP de la temporada regular y guía a su equipo a los playoff donde caen en las semifinales de la conferencia occidental ante Centauros de Portuguesa en cinco juegos (1-4), finalizando así su campaña con el equipo capitalino en la SPB 2022.
El 16 de noviembre de 2022, regresa a Capitanes de Ciudad de México para disputar la NBA G League
El 26 de diciembre de 2022 firma con Defensor Sporting de la LUB. Sin embargo, tras disputar sólo 3 partidos durante enero de 2023, dejó el club uruguayo para retornar a su país y unirse nuevamente a los Broncos de Caracas.
La madrugada del 22 de diciembre de 2023 fue hallado sin vida tras sufrir una convulsión epiléptica en su habitación. De hecho, solía dormir acompañado debido a su padecimiento.
Posteriormente en el partido Venezuela-Colombia realizado en el Domo José María Vargas de La Guaira el 22 de febrero del 2024 la SPB anunció la retirada de su camiseta número 6 en su honor.
Lo mismo que su equipo, los Broncos de Caracas, realizando el acto 16 de febrero del 2024.

## Selección nacional
Jugó para la selección sub-21 de Venezuela en el Campeonato Sudamericano de Baloncesto Sub-21 en Tunja, Colombia, en agosto de 2019. En cinco partidos promedió 17.6 puntos, 2.6 robos y 2.4 asistencias.
Sojo también formó parte de la selección de baloncesto 3x3 de Venezuela que participó en los Juegos Mundiales de Playa de 2019 en Doha, Catar.
Jugó para la selección de baloncesto de Venezuela en el Torneo de Clasificación Olímpica Masculina FIBA 2020.
Durante agosto y septiembre de 2023 fue integrante de la selección de Venezuela que participó en el Mundial de 2023 celebrado en Asia, y que finalizó en trigésimo lugar. Posteriormente, entre octubre y noviembre de ese año, jugó en el torneo masculino de baloncesto de los Juegos Panamericanos, donde su equipo obtuvo la medalla de plata.